# Paola Bernabé Cobos
Paola Bernabé Cobos (geboren am 11. August 2003 in Torrevieja) ist eine spanische Handballspielerin. Sie wird auf der Spielposition Rückraum Mitte eingesetzt.

## Vereinskarriere
Paola Bernabé spielt bei atticgo Balonmano Elche in der División de Honor, der ersten spanischen Liga.
Sie spielte mit dem Team aus Elche auch in europäischen Vereinswettbewerben, so in der EHF European League und im EHF European Cup.

## Auswahlmannschaften
Bernabé lief am 23. November 2017 erstmals für eine Auswahlmannschaft der RFEBM auf. Sie wurde bis 2018 in elf Partien der promesas selección eingesetzt und erzielte dabei 22 Tore.
Im Juli 2019 war sie in zwei Spielen der Jugend-Nationalmannschaft eingesetzt und erzielte darin ein Tor.
Von Juni 2021 bis Juni 2022 wurde sie 14 Spielen der Juniorinnen-Nationalmannschaft aufgeboten und warf darin 21 Tore.
Im Oktober 2024 wurde sie erstmals für die spanische Nationalmannschaft aufgeboten. Mit der Auswahl nahm sie an der Europameisterschaft 2024 teil.

## Erfolge
- EHF European Cup 2024
- Supercopa de España 2022